# Alcis versicolor
Alcis versicolor är en fjärilsart som beskrevs av Louis Beethoven Prout 1915. Alcis versicolor ingår i släktet Alcis och familjen mätare. Inga underarter finns listade i Catalogue of Life.